# Institut national des études territoriales
L'Institut Nacional d'Estudis Territorials (INET) és una universitat de postgrau francès encarregat de la capacitació d'alts funcionaris de les principals autoritats locals.
Creat el 1990 com l'Institut Universitari de Serveis Públics Territorial (IESFPT), amb seu a Estrasburg, aquesta escola va canviar el seu nom el 1998 per esdevenir l'INET. Es tracta de l'equivalent de l'Ecole Nationale d'Administration (ENA), Servei Civil de l'Estat, i part de la formació d'aquestes dues escoles són comuns.
A més de proporcionar la formació inicial dels administradors provincials, la capacitació de l'Institut contribueix a la formació inicial dels conservadors territorials i bibliotecaris així com a la formació dels executius de les autoritats locals. L'INET és dirigit des de març de 2010 per Jean-Marc Legrand, subdirector general del CNFPT.

## Exalumnes
- Brice Hortefeux, ministre francès
- Marie-Luce Penchard, ministre francès
- Jean-Jacques Hyest, senador francès
- Jean-Christophe Parisot, polític francès
- Bernard Roman, diputat francès